# خليل كرد (صالح أباد)
خلیل کرد (بالفارسية: خلیل کرد) هي قرية تقع في منطقة صالح آباد في مقاطعة بهار في محافظة همدان في إيران. يقدر عدد سكانها بـ 493 نسمة بحسب إحصاء 2016.